# 1921
Het jaar 1921 is een jaartal volgens de christelijke jaartelling.

## Gebeurtenissen
januari

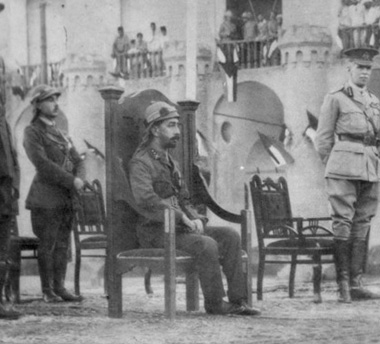
De kroning van Faisal I van Irak in 1921.

- 1 - Amsterdam wordt uitgebreid met de gemeentes Sloten, Nieuwendam, Watergraafsmeer, Buiksloot, Ransdorp en delen van Ouder-Amstel, Nieuwer-Amstel, Oostzaan, Zaandam, en Diemen.
- 6 - Het bestuur in het Brits Mandaat Mesopotamië richt het Iraakse leger op.
- 21 - Oprichting van de Italiaanse Communistische Partij (PCI) door Antonio Gramsci en anderen.
- 25 - Het toneelstuk R.U.R. (Rossum’s Universele Robots) van de Tsjechische schrijver Karel Capek wordt voor het eerst opgevoerd. Het stuk heeft de reputatie het woord robot in de wereld te hebben gezet.

februari
- 16 - Het Rode Leger valt de Democratische Republiek Georgië binnen.
- 21 - Generaal Reza Khan leidt een geslaagde staatsgreep in Perzië.
- 25 - Tbilisi valt; De Georgische Socialistische Sovjetrepubliek wordt uitgeroepen.

maart
- 3 - Het Britse passagiersschip, het stoomschip Hong Moh vergaat in een storm op weg van Singapore naar Arroy. Ca 850 van de ca 1100 opvarenden komen om het leven.
- 10 - Het Rode Leger verovert Koetaisi, waar de regering van de Democratische Republiek Georgië haar toevlucht had gezocht. Zij was op het moment van de verovering al naar Batoemi getrokken.
- 12 tot 25 - Op een conferentie in Cairo onder leiding van Winston Churchill wordt de onafhankelijkheid van Irak voorbereid.
- 13 - Mongolië verklaart zich onafhankelijk van China.
- 15 - Oprichting van Moto Guzzi, de Italiaanse fabriek van motorfietsen.
- 16 - Het Verenigd Koninkrijk en Sovjet-Rusland sluiten een handelsovereenkomst.
- 17 - De Georgische regering verlaat Batoemi per schip en gaat in Frankrijk in ballingschap.
- 18 - Na een half jaar onderhandelen sluiten Polen en Sovjet-Rusland de Vrede van Riga. De Russisch-Poolse grens wordt opnieuw vastgesteld, waarbij Polen een flink deel van Wit-Rusland toegewezen krijgt. Sovjet-Rusland ziet af van enige aanspraken in Galicië en zal zich neutraal opstellen in het Pools-Litouwse conflict over Vilna. Oekraïne wordt verdeeld, waarbij het overgrote deel naar Rusland gaat. De Oekraïense regering vlucht naar Frankrijk.
- 18 - Het Chinese stoomschip Hong Kong vergaat in de Zuid-Chinese Zee. Ca. 1000 opvarenden komen om het leven.
- 21 - Op het 10e Congres van de Russische  Communistische Partij wordt een decreet aangenomen dat het regime van voedselrekwisities (inbeslagname van de oogst) vervangt door een vaste opbrengstbelasting. Dit is het begin van de Nieuwe economische politiek in Rusland: privébezit wordt in enige mate toegestaan.
- februari-maart - Vredesbesprekingen tussen Griekenland en Turkije in Londen mislukken. Frankrijk en Italië komen wel tot een overeenkomst met Turkije: Hun aanspraken op een invloedssfeer in Anatolië komen te vervallen in ruil voor Turkse erkenning van hun bezit van Syrië respectievelijk Rhodos, de Dodekanesos en Tripoli. Griekenland gaat opnieuw in het offensief in Turkije.
- Rusland sluit verdragen met Perzië, Afghanistan en Turkije. De betrekkingen worden genormaliseerd, en de Russen beloven zich niet te bemoeien met de binnenlandse politiek van de andere landen.
- In een referendum kiest Opper-Silezië voor aansluiting bij Duitsland boven aansluiting bij Polen.

april
- 11 - Voor het eerst wordt een sportwedstrijd "live" op de radio uitgezonden; Florent Gibson geeft voor het radiostation KDKA in Pittsburgh een verslag van de bokswedstrijd tussen Johnny Ray en Johnny Dundee.
- 16 - Fusie van de Nederlandse Bond van Vrije Liberalen, de Liberale Unie, de Economische Bond en de Middenstandspartij tot de Vrijheidsbond.
- 24 - Gemeenteraadsverkiezingen in België, waaraan voor het eerst ook de vrouwen deelnemen. Er worden 196 vrouwelijke raadsleden gekozen.
- 27 - In Nederland worden nieuwe gemeenteraden gekozen. In Amsterdam behaalt de bedelaar Hadt-je-me-maar een zetel.

mei
- 1 - Samenvoeging van de gemeentes Oerle, Zeelst, Veldhoven en Meerveldhoven tot de gemeente Veldhoven.
- 1 - Begin van de derde en grootste opstand van Polen in Opper-Silezië.
- 2 - In Amsterdam wordt de driehonderdste voorstelling gespeeld van De Jantjes, dat in 1920 in première ging.
- 5 - Het London Ultimatum: als Duitsland niet snel de opgelegde herstelbetalingen uitvoert, zullen de geallieerden het Ruhrgebied bezetten.
- 5 - De bevolking van Noord-Sleeswijk kiest voor aansluiting bij Denemarken.
- 6 - Sovjet-Rusland en Duitsland sluiten een voorlopig handelsverdrag.
- 15 - Parlementsverkiezingen in Italië. De liberale premier Giolitti voert het Blocco Nazionale aan, waarvan ook de facisten deel uitmaken. Benito Mussolini wordt in het parlement gekozen.
- 21 - Slag bij Annaberg: Pro-Duitse troepen verslaan pro-Poolse troepen in Opper-Silezië en veroveren het strategisch belangrijke Annaberg. In de komende dagen slaagt geen van beide partijen een beslissend voordeel te behalen.
- 24  - De Comrades Marathon, de oudste ultraloop ter wereld, wordt voor het eerst gelopen van Durban naar Pietermaritzburg in Natal.
- 31 - Tijdens twee dagen durende Rassenrellen in Tulsa vallen enkele honderden doden. De Afro-Amerikaanse wijk Greenwood wordt grotendeels vernietigd. Niemand wordt vervolgd na afloop van het bloedbad.
- mei - In Jaffa breken grootschalige onlusten uit tussen de Arabische en de Joodse bevolking van de stad. Hierbij komen 95 mensen om het leven. De onlusten leiden tot een administratieve scheiding van Jaffa en het nabijgelegen Joodse Tel Aviv.

juni
- 12 - Een internationale brigade van het Rode Leger krijgt bevel de Tambov-opstand neer te slaan met gebruik van gifgas.
- 15 tot 18 - De Japanse kroonprins Hirohito bezoekt Nederland.
- 27 - De poolreiziger, wetenschapper en diplomaat Fridtjof Nansen wordt de eerste Commissaris voor de vluchtelingen van de Volkenbond.
- juni-juli - Derde congres van de Comintern. De niet-Russische afgevaardigden krijgen te horen dat de revolutie buiten Sovjet-Rusland later zal komen dan aanvankelijk verwacht werd.

juli
- 10-24 - Slag om Kütahya-Eskişehir: De Grieken boeken een belangrijke overwinning in de Turks-Griekse Oorlog en rukken op tot 200 km van de hoofdstad Ankara.
- 13 - Maksim Gorki doet een oproep naar de westerse landen voor noodhulp tegen de hongersnood die de Sovjet-Unie treft.
- 18 - Het BCG-vaccin tegen tuberculose wordt (met succes) voor het eerst toegediend.
- 21 - Riffijnse opstandelingen onder leiding van Mohammed Abdelkrim El Khattabi verslaan Spaanse troepen in de Slag om Anwal in Noord-Marokko.
- 25 - België en het Groothertogdom Luxemburg sluiten een douane-unie voor vijftig jaar. De Belgische frank en de Luxemburgse frank worden gekoppeld.
- 27 - De Canadese arts Frederick Banting slaagt erin het hormoon insuline te isoleren uit de alvleesklier van een hond.
- 29 - In Duitsland wordt de statenloze Adolf Hitler gekozen tot leider van de NSDAP met dictatoriale macht.
- 31 en 1 augustus - In Suriname wordt een volkstelling gehouden.

augustus
- 5 - Harold Arlin doet voor de radiozender KDKA verslag van de honkbalwedstrijd tussen de Pittsburgh Pirates en de Philadelphia Phillies. Het is het eerste radioverslag van een Major League Baseball-wedstrijd in de geschiedenis.
- 23-13 september - Slag om Sakarya: Een Griekse poging naar Ankara op te rukken leidt tot een beslissende overwinning van Turkije in de Grieks-Turkse Oorlog.
- s23 - Emir Faisal I van Irak wordt gekroond tot eerste koning van het land, waar feitelijk het bestuur Brits blijft.
- 24 - De stand van de Dow Jones Index op deze dag is de laagste in de geschiedenis sinds de Eerste Wereldoorlog.
- 26 - Op vakantie in het Zwarte Woud wordt de Duitse oud-minister Matthias Erzberger, die in november 1918 namens zijn land de capitulatie heeft ondertekend, door een rechtse groepering geliquideerd.
- augustus - In Beieren wordt de Sturmabteilung (SA) opgericht, een particulier legertje van de NSDAP.

september
- 1 - In de haven van Petrograd arriveert zeven ton Amerikaanse voedselhulp voor de hongerende Russen. Het is de start van een voedselprogramma dat twee jaar zal duren en dat ook vaccinatie tegen tyfus, pokken en cholera omvat.
- 19 - Mohammed Abdelkrim El Khattabi roept de Confederale Republiek van de Stammen van de Rif uit.
- Griekse troepen komen tot op 50 km van Ankara.

oktober
- 1 - Het katholieke vakbondsblad De Volkskrant wordt een dagblad.
- 8 - De kemalistische Turken gaan in de tegenaanval op de Grieken die vanuit Smyrna richting Ankara opgerukt zijn.
- 15 - Bij wet van de socialistische minister Jules Destrée wordt het 'Fonds des mieux doués' in het leven geroepen, een studiefonds voor hoogbegaafden uit minder draagkrachtige milieus.
- 17 - Invoering in België van de eerste Wet op de openbare bibliotheken.
- 19 - Tijdens de Lissabonse bloednacht wordt premier António Granjo op de stoep voor zijn huis doodgeschoten.
- 20 - Frankrijk en Turkse revolutionairen sluiten het Verdrag van Ankara. Frankrijk erkent de regering-Kemal en trekt zijn troepen terug uit Cilicië. Turkije erkent het Franse mandaat over Syrië en verleent economische concessies.
- 31 In Nederland roepen de metaalbonden een algemene staking uit om een aangekondigde loonsverlaging van 15 % af te wenden.

november
- 4 - Adolf Hitler herdoopt de knokploeg van de NSDAP tot Sturmabteilung (SA).
- 9 - Tijdens het verblijf in de haven van Colombo vindt er een explosie plaats in de voorste batterijopslag van de K IV. Bij deze explosie komen een kok en een kwartiermeester om het leven, een andere kwartiermeester raakt zwaar gewond.
- 9 - De fascistische beweging Fasci Italiani di Combattimento wordt omgezet naar de politieke partij Partito Nazionale Fascista, onder leiding van Benito Mussolini.
- 19 - Keizer Karel I van Oostenrijk en keizerin Zita komen aan op Madeira als ongekozen ballingsoord.

december
- 6 - Anglo-Iers Verdrag gesloten.
- 25 - Opening van het bioscooptheater ASTA in Den Haag.

zonder datum
- De radicale socialisten richten de communistische partij op met succes in Brussel en Wallonië.

## Muziek
- De Finse componist Jean Sibelius componeert de Suite mignonne, opus 98/1 en de Suite champêtre, opus 98/2

### Première
- 8 april: Arnold Bax' The bard of the Dimbovitza
- 26 mei: Arnold Bax' Mediterranean
- 28 juni: Frederick Delius' To be sung on a summer’s night on the water
- 23 augustus: Frank Bridges Twee intermezzi bij Threads in het theater
- 31 augustus: Edgar Baintons Paracelsus
- 29 september: Oscar Morcmans Euripides Symfonische ouverture (Noorwegen)
- 20 oktober: Arnold Bax' Tintagel
- 26 oktober: Johan Halvorsens Sorte svaner
- 29 oktober: Albert Roussels Pour une fête de printemps
- 1 november: Arnold Bax' Summer music
- 17 november: Arnold Bax' Fantasie voor altviool en orkest
- 24 november: Ernest John Moerans In the mountain country

## Theater
- Oprichting van het poppentheater La Marionettistica in Catania, Italië

## Beeldende kunst

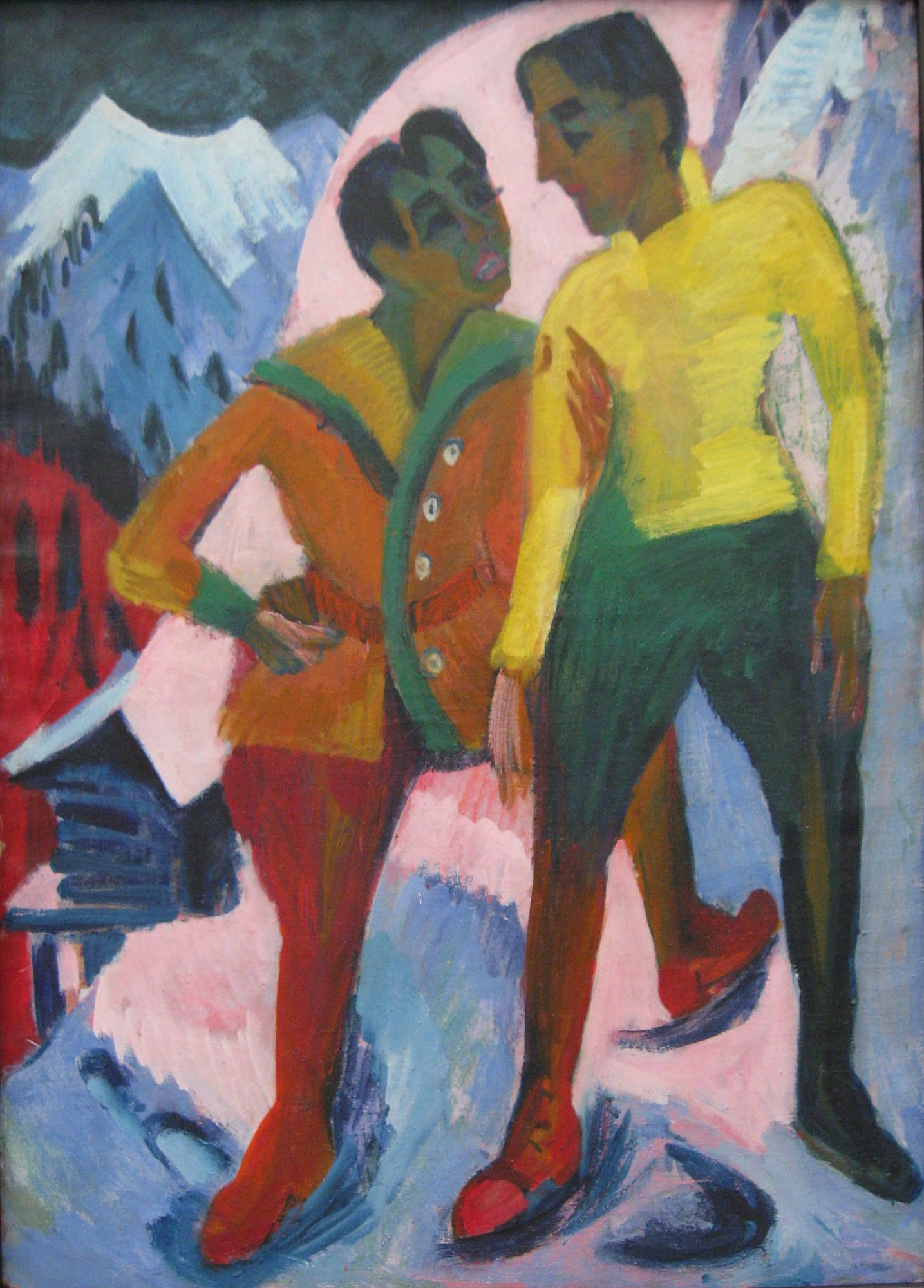
Zwei Brüder M. (Mardersteig), Ernst Ludwig Kirchner, Pinakothek der Moderne, München

## Bouwkunst

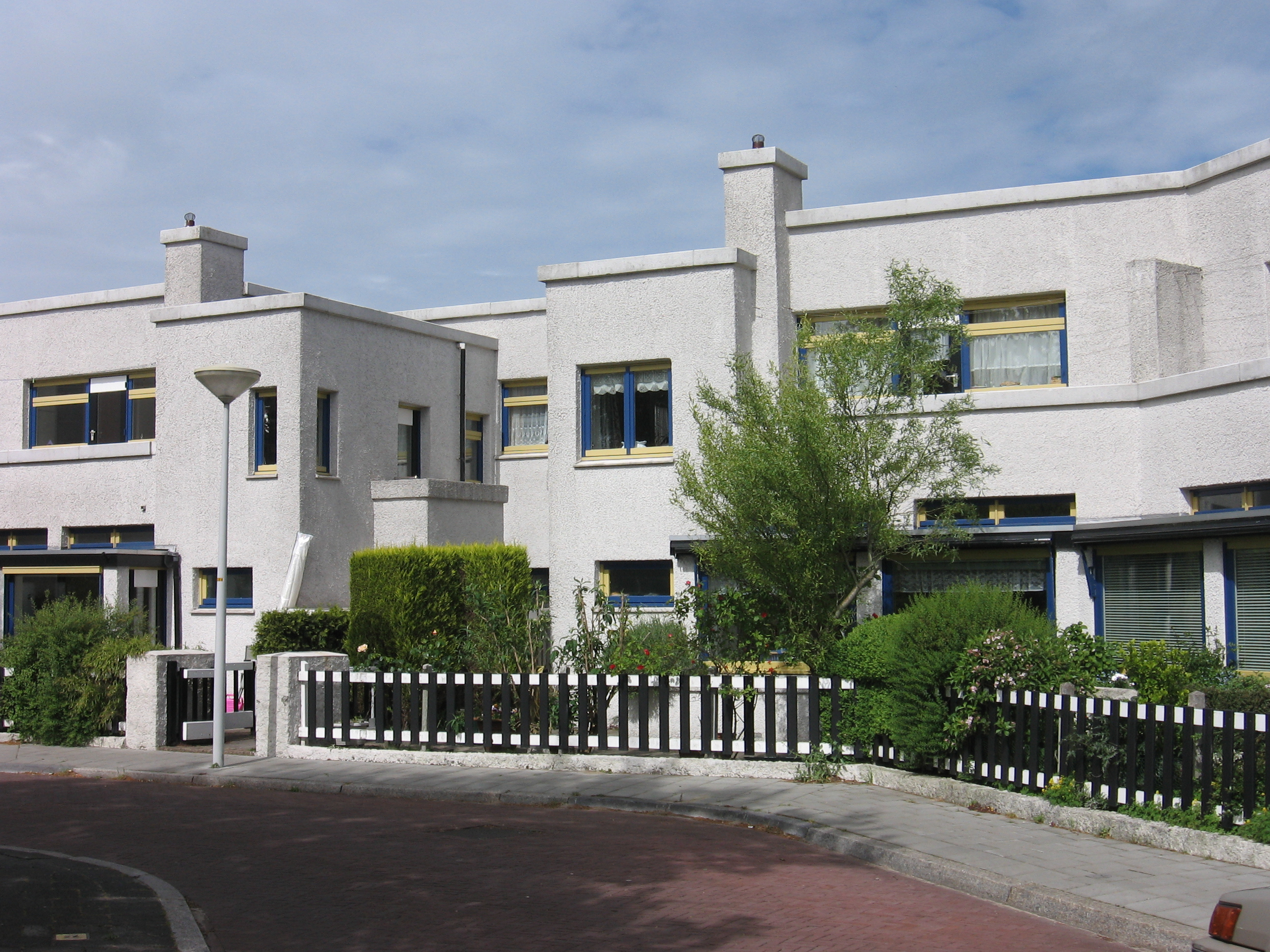
Papaverhof, Den Haag (1921) Jan Wils

## Weerextremen in België
- 30 april: Laatste van 21 dagen zonder regen in Ukkel.
- 11 juli: Maximumtemperatuur 35,0°C in Gembloers en 40,0°C in Sint-Joost-ten-Node.
- 28 juli: Maximumtemperatuur 36,0°C in Etalle en 38,4°C in Huy.
- juli: Juli met laagste relatieve vochtigheid: 64 % (normaal 78,5 %).
- zomer: Zomer met laagste neerslagtotaal: 42,9 mm (normaal 210,4 mm).
- 10 oktober: Warmste oktober-decades van de eeuw: gemiddelde temperatuur: 18,3°C.
- 11 oktober: Maximumtemperatuur boven de 25°C in Ukkel.
- 18 oktober: Meest laattijdige zomerdag van de eeuw in Ukkel: maximumtemperatuur 25°C.
- 21 oktober: Tussen 19 september en 21 oktober geen neerslag in Ukkel.
- oktober: Oktober met hoogste gemiddelde maximum temperatuur: 19,7 °C (normaal 14,3 °C).
- oktober: Oktober met laagste relatieve vochtigheid: 76 % (normaal 85,7 %).
- 6 november: Storm met hagelbuien veroorzaakt veel schade in Laag- en Midden-België. Telegraaf- en telefoonverbindingen met de buurlanden vallen uit.
- 7 november: De temperatuur daalt tot -11 °C in Ukkel (normaal 5,8°C)
- 29 november: Minimumtemperatuur in Ukkel tot –11,0°C.
- november: November met laagste gemiddelde dampdruk: 5,7 hPa (normaal 8,2 hPa).
- november: November met laagste gemiddelde minimumtemperatuur: -1 °C (normaal 3,5 °C).
- herfst: Herfst met laagste aantal neerslagdagen: 27 dagen (normaal 52).
- Jaarrecord: Droogste jaar van de eeuw met een totale neerslaghoeveelheid van 406,4 mm (normaal 804,1 mm). De andere droogste jaren zijn, te beginnen met het tweede droogste, 1949, 1976, 1953 en 1959. Het aantal neerslagdagen is eveneens het kleinste van de eeuw met slechts 153 dagen (normaal: 208 dagen).

Bron: KMI Gegevens Ukkel 1901-2003  met aanvullingen 

## In populaire cultuur
De Engelse rockband The Who zingt over het jaar 1921, in het nummer "1921".